# گالیت گاتمن
گالیت گاتمن (عبری: גלית גוטמן‎؛ زادهٔ ۲۳ سپتامبر ۱۹۷۲) هنرپیشه، مدل، و مجری تلویزیون اهل اسرائیل است.